# Le Manuscrit Chancellor
Pour les articles homonymes, voir Chancellor (homonymie).
Le Manuscrit Chancellor (The Chancellor Manuscript) est un roman d'espionnage de Robert Ludlum publié en 1977 aux États-Unis. 
En France, le roman est traduit et publié une première fois en 1978 sous le titre L'Homme qui fit trembler l'Amérique, puis il est réédité en 1992 sous le titre Le Manuscrit Chancellor.

## Résumé
En plein Watergate, J. Edgar Hoover meurt d'une crise cardiaque. C'est ce que dit la version officielle, mais en même temps que lui 3 000 dossiers secrets ont disparu. Et celui qui dispose de ces documents pourrait faire chanter la moitié des politiciens, des financiers et des chefs militaires américains.
La mort du terrible patron du FBI reste entourée de mystères. Ce sont ces mystères qui intéressent Peter Chancellor, auteur à succès, qui voudrait en faire le sujet de son prochain roman. Mais la fiction est parfois plus proche de la réalité qu'on ne le croit et Chancellor va se retrouver traqué par un ennemi invisible et très puissant.